# Jaera wakishiana
Jaera wakishiana is een pissebed uit de familie Janiridae. De wetenschappelijke naam van de soort is voor het eerst geldig gepubliceerd in 1865 door Bate.